# Kharilaos Vasilakos
Kharilaos Vasilakos (græsk: Χαρίλαος Βασιλάκος; født november 1875 i Piræus, død 1. december 1964 sammesteds) var en græsk løber, som deltog i to af de første moderne olympiske lege.
Vasilakos stillede ved de første moderne olympiske lege i 1896 i Athen op i maratonløb. Han blev regnet som bedste græske bud på en vinder, og omkring midtvejs i løbet lå han på tredjepladsen. En række af konkurrenterne udgik undervejs, og ved målet var Vasilakos nummer to efter landsmanden Spiridon Louis. Louis løb strækningen på 2.58.50 timer, mens Vasilakos' tid blev 3.06.03 timer, og efter ham fulgte ungareren Gyula Kellner med 3.06.35. 26 løbere var tilmeldt konkurrencen, sytten stillede til start, og blot ni gennemførte løbet (otte af de ni var grækere).
Vasilakos deltog også i de olympiske mellemlege 1906 i Athen, hvor han stillede op i 1500 meter kapgang og blev nummer fem.